# Toos Onderdenwijngaard
Adriana Jacoba (Toos) Onderdenwijngaard (Den Haag, 27 augustus 1926 - Leiden, 26 december 2019) was een Nederlands concertpianiste, die vooral furore maakte in de jaren zestig, zeventig en tachtig.

## Opleiding en uitvoeringen
Zij kreeg haar eerste privé-pianolessen bij Abraham Noske en Leny Noske-Friedlaender en theorie bij Bernhard van den Sigtenhorst Meyer. Onderdenwijngaard studeerde daarna piano bij Nelly Wagenaar in Amsterdam. In Parijs volgde ze lessen bij Jacques Février en de beroemde pedagoge Marguerite Long. In 1949 won ze de eerste Elisabeth Evertsprijs. In de loop der jaren trad ze veelvuldig op in Nederlandse concertzalen, onder meer met het Rotterdams Philharmonisch Orkest en het Residentie Orkest. Ze werkte met dirigenten als Bernard Haitink, Jean Fournet en Antal Doráti. Onderdenwijngaard was ook hoofddocent aan het Koninklijk Conservatorium in Den Haag. Ze specialiseerde zich in de pianomuziek van Franz Liszt. In 1979 was ze een van de oprichters van de Franz Liszt Kring. Ze nam alle pianoconcerten van Haydn voor de radio op. Ook maakte ze een groot aantal plaatopnamen, met name met werken van Liszt.
Onderdenwijngaard was gesteld op haar vrijheid, ze gaf haar carrière voorrang boven een normaal gezinsleven, en leefde tot haar dood alleen in een Wassenaarse villa vol mooie spullen die haar ouders haar hadden nagelaten.

## Wetenswaardigheden
- Haar lijfspreuk was "Talent verplicht"

## Publicaties
- Christo Lelie: 'Talent verplicht. Interview met Toos Onderdenwĳngaard'. In: Piano bulletin, vol. 14 (1996), afl. 3, pag. 27
- T. Onderdenwijngaard: 'Nelly Wagenaar. Een leven voor de muziek'. In: Mens & melodie, vol. 41 (1986), pag. 66-67

- Library of Congress Control Number: n85025176
- MusicBrainz: 2fae332f-2245-4cdd-ae59-11b1d8869868
- Nationale Bibliotheek van Polen: a0000002526611
- Virtual International Authority File: 301481280
- WorldCat: E39PBJk4H6hG7myCkKqPWcWFKd